# مارکو بونورا
مارکو بونورا (انگلیسی: Marco Bonura؛ زادهٔ ۲ اوت ۱۹۷۹) بازیکن فوتبال اهل ایتالیا است.
از باشگاه‌هایی که در آن بازی کرده‌است می‌توان به باشگاه فوتبال اینتر میلان، باشگاه فوتبال کاتانیا، باشگاه فوتبال مونتسا، باشگاه فوتبال چزنا، باشگاه فوتبال آ.ث. میلان، و باشگاه فوتبال لیورنو اشاره کرد.
وی همچنین در تیم ملی فوتبال Italy U15 بازی کرده‌است.